# Мінерали урану
Мінерали урану
У природі відомо понад 150 уранових і урановмісних мінералів. Найбільше практичне значення має уранініт (настуран або уранова смолка) UO2 (92 % U) і його аморфний різновид — чернь уранова (до 60 %) — суміш оксидів урану зі змінним співвідношенням чотири- й шестивалентного урану. Різні типи руд, що розробляються, містять також: бранерит (U, Ca, Th, Y) [(Ti, Fe)2O6] (28-44 %), давидит (Fe, U)TiO3 (20 %), ураноторит (Th, Fe, U)SiO4·nH2O (до 17 %), уранофан СаН2· [UO2(SiO4)2]·5Н2О (67 %), коффініт U(SiO4)1-х·(ОН)4х (68 %), отеніт Са[UО2·РО4]2·(10-12 %)H2O (60 %), торберніт Сu[UО2·РО4]2 ·(8-12 %)H2O (61 %), цейнерит Сu[UО2·AsO4]2 ·10H2O (56 %), карнотит К2[(UО22)V2O8]·3H2O (64 %), а також уранові слюдки, тюямуніт, лібігіт та ін. Важливе значення мають також титанати урану, силікати, танталоніобати, фосфати, ванадати та ін. природні урановмісні мінерали.